# Weaverville, Kalifornien
Weaverville är administrativ huvudort i Trinity County i Kalifornien. Vid 2010 års folkräkning hade Weaverville 3 600 invånare.